# Emma Elizabeth Smith
Emma Elizabeth Smith (vers 1843 - 4 avril 1888) était une prostituée du quartier de East End à Londres. Elle a été rendue célèbre par sa fin tragique : agressée par un groupe d'hommes dans le quartier de Whitechapel le 3 avril 1888, elle est morte de ses blessures le lendemain. L'autopsie révéla qu'un objet contondant avait été introduit dans son vagin et qu'il avait rompu le péritoine.
La proximité chronologique et géographique, le caractère sexuel de l'agression et des blessures infligées, ainsi que le statut de prostituée de la victime, ont conduit à un rapprochement avec les meurtres attribués à Jack l'Éventreur. Toutefois, aucun lien tangible entre cette affaire et le tueur en série n'a pu être démontré.